# ريتشارد ويبر
ريتشارد ويبر (بالفرنسية: Richard Weber)‏ (و. 1959  م) هو مستكشف كندي، ولد في إدمونتون.